# Impact environnemental du transport maritime

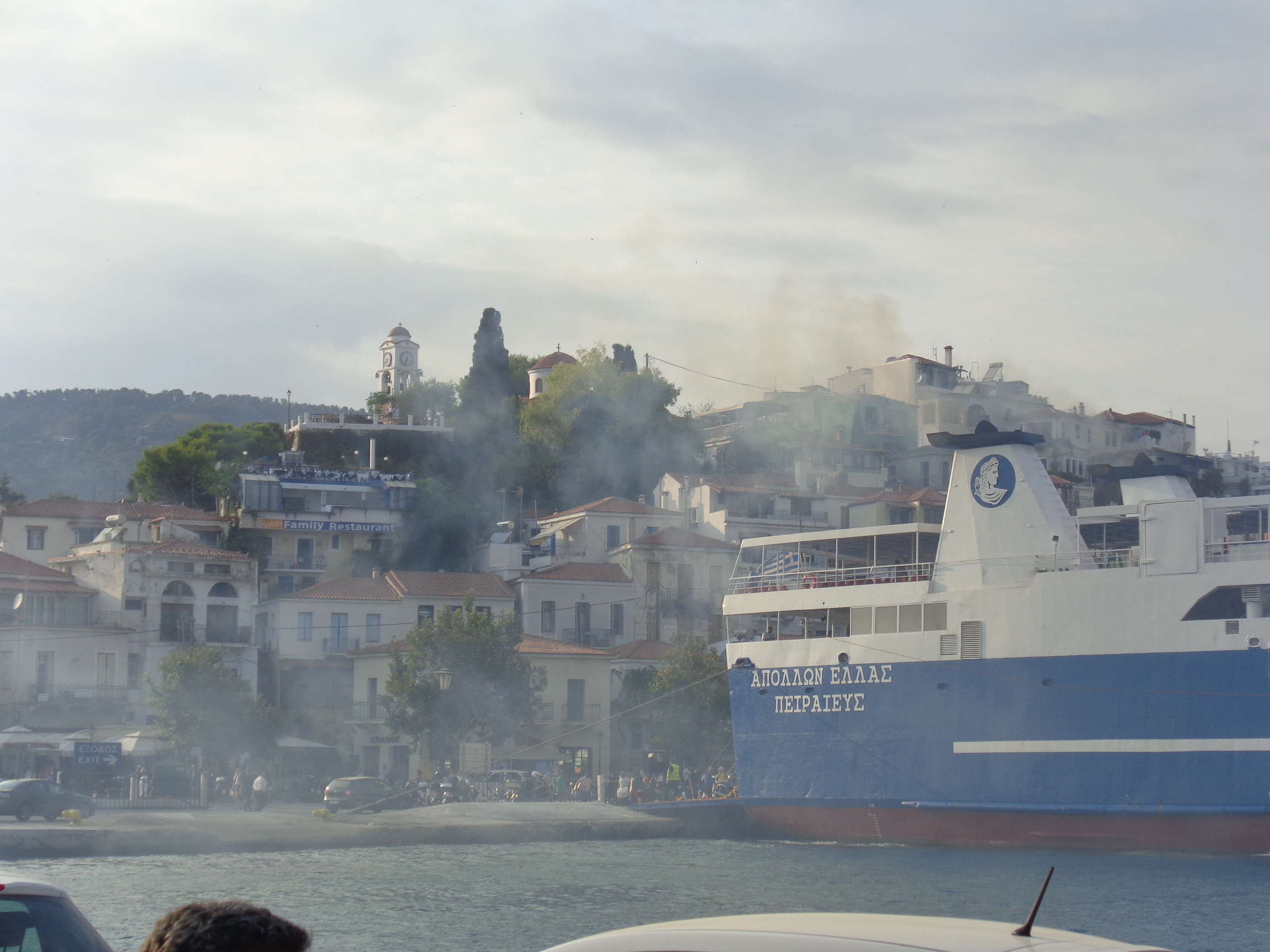
Pollution de l'air par le navire Grec APOLLON HELLAS, Skiathos, Grèce

L'impact écologique du transport maritime représente une part non négligeable de la pollution et des émissions mondiales de gaz à effet de serre. Le secteur maritime pollue à la fois l'air et l'eau des mers et océans. L'Organisation maritime internationale (OMI) estime que les émissions de dioxyde de carbone provenant du transport maritime en 2012 étaient égales à 2,2 % des émissions mondiales dues aux activités humaines et s'attend à ce qu'elles augmentent de 50 à 250 % d'ici 2050 si aucune mesure n'est prise.

## La flotte concernée
La flotte de navires se divisent en trois grandes familles, les navires de commerce, les navires de pêche et les navires de plaisance. Pour les navires de commerce, on distingue communément, les navires à passagers et les navires de charge qui regroupent les navires de transport de fret et les navires de services. Dans cet article, il est surtout question des navires qui effectuent une navigation internationale et qui sont des navires dits SOLAS, de plus de 500 GT (jauge brute).
À l'intérieur de cette distinction, des subdivisions existent : peu de rapport entre une navette maritime de transport collectif dans une ville portuaire, et les villes flottantes de cinq mille passagers que sont les navires de croisière aujourd'hui. De même, un petit remorqueur portuaire n'est guère comparable aux porte-conteneurs qui sillonnent les océans.
Si à ce jour, toutes catégories ci-dessus confondues, tous les navires naviguant à l'international brûlent du fioul lourd pauvre en soufre, du gasoil marin ou des carburants alternatifs comme le gaz naturel liquéfié (méthane). Le site Rotterdam Bunker Pricerépertorie ces carburants et leur prix au port de Rotterdam, plus grand port européen.

## Pollution
Les navires polluent de différentes manières. La plus répandue est provoquée par l´émission de particules fines (dioxyde de carbone, soufre...), tandis que la plus médiatisée apparaît lors des marées noires et autres dégazages effectués par certains navires. L´impact environnemental des transports maritimes ne s´arrête pas là car il comprend également la pollution acoustique. En Europe, la pollution de l'air dû au transport maritime serait responsable de plus de 50 000 morts par an selon des études de France Nature Environnement, soit l'équivalent de la population de Valence. En outre, les cargos perdraient  en mer chaque année jusqu'à 15 000 conteneurs, ce qui constitue d'abord un danger immédiat pour la navigation de tous les navires, mais aussi une pollution en fonction du contenu des conteneurs,.

### Pollution atmosphérique
Les gaz d'échappement des navires sont une source importante de pollution atmosphérique, tant pour les polluants classiques que pour les gaz à effet de serre.
En effet, les navires utilisent un fioul lourd non raffiné, moins cher que le gazole automobile ou fioul domestique, et moins taxé. Cette matière pâteuse doit être réchauffée pour pouvoir alimenter les moteurs des navires. Ce fioul contient du soufre, rejeté dans les fumées sous forme de dioxyde de soufre (SO2), corrosif et toxique.
Ces fumées contiennent aussi des oxydes d'azote (NOx), comme les gaz d'échappement des voitures diesel, mais en plus grande quantité. Il faut également signaler la présence de métaux lourds, de composés organiques volatils (COV), mais surtout de particules fines (PM).
Ces particules proviennent essentiellement de la suie de combustion, particulièrement riche, et notamment pour les particules ultrafines (PUF), très présentes.
On sait aujourd'hui qu'elles entrainent des maladies cardiovasculaires et d'autres pathologies, et qu'elles sont une large part de la morbidité due à la pollution.

### Eaux de ballast
Les rejets d'eaux de ballast par les navires peuvent avoir un impact négatif sur le milieu marin.
Les grands navires, notamment les navires de transport de fret (pétroliers, vraquiers, gaziers, chimiquiers, les porte-conteneurs) sont contraints d'ajuster leur volume d'eau de ballast pour satisfaire aux critères de stabilité imposés par la réglementation de ces navires. En effet, le navire est un flotteur qui avance dans l'eau. Il doit être suffisamment enfoncé dans l'eau pour éviter d'avoir un comportement dangereux à la mer. Ainsi, plusieurs centaines de mètres cubes d'eau de mer peuvent être chargés ou déchargés en mer. Purger ces eaux de ballast provoquait la dispersion de microorganismes dans un écosystème qui n'est pas forcément celui d'origine. Les eaux de ballast rejetées contenaient généralement une variété de matières biologiques, notamment des plantes, des animaux, des virus et des bactéries. Ces matériaux comprenaient souvent des espèces exotiques non indigènes, nuisibles, envahissantes, qui pouvaient causer des dommages écologiques et économiques considérables aux écosystèmes aquatiques, ainsi que de graves problèmes de santé humaine.
Pour lutter contre cette pollution, de nombreux états ont signé la convention pour la gestion des eaux de ballast lors de la conférence organisée par l'organisation maritime internationale.
Pour les navires construits après le 8 septembre 2017, cette convention impose la norme D-2 : un traitement avant rejet des eaux de ballast. Pour les navires d'avant cette date, la norme D-1 impose de déballaster à plus de 200 milles marins de la terre la plus proche et à une profondeur d'au moins 200 mètres. À terme, tous les navires devront satisfaire la norme D-2.

### Pollution sonore
La pollution sonore causée par le transport maritime et d'autres entreprises humaines a augmenté au cours de ces dernières années. Le bruit produit par les navires peut parcourir de longues distances et ainsi affecter les espèces marines qui dépendent du son pour s'orienter, communiquer et se nourrir,.
La Convention sur la conservation des espèces migratrices a identifié le bruit des océans comme une menace potentielle pour la vie marine. La perturbation de la capacité des baleines à communiquer les unes avec les autres est une menace extrême et affecte leur capacité à survivre. Selon l'article de Discovery Channel sur "les voyages maritimes dans les profondeurs sonores de l'océan", au cours du dernier siècle, des bruits extrêmement forts provenant des navires de commerce, de l'exploration pétrolière et gazière, des exercices de sonar maritime et d'autres sources ont transformé le délicat habitat acoustique de l'océan, affectant ainsi la capacité des baleines et des autres espèces marines à prospérer et à survivre. Les baleines commencent à réagir à cette situation d'une manière qui met leur vie en danger. Kenneth C. Balcomb, chercheur sur les baleines et ancien officier de la marine américaine, déclare que le jour du 15 mars 2000 est le jour de l’infamie. Comme le dit Discovery, lui et son équipe ont découvert des baleines nageant dangereusement près du rivage. Elles sont censées être en eau profonde. Alors je les ai repoussées en mer, dit Balcomb. Bien que le sonar aide à nous protéger, il détruit la vie marine. Selon Katie Moore, directrice du programme de sauvetage des animaux d'IFAW, les sons peuvent affecter les animaux de différentes manières. Il existe également un niveau de bruit ambiant sous-jacent qui ne cesse d´augmenter et qui interfère avec la communication des baleines et leurs schémas de déplacement. Ce type de sons plus aigus cause des impacts traumatiques, qui provoquent des dommages physiques ou une très forte réaction comportementale chez les baleines.
Le transport maritime cause une élévation notable du bruit sous marin. La directive de l'Union européenne « stratégie pour le milieu marin » inclut l'évaluation obligatoire pour les états membres de l'état et de l'évolution des pressions et impacts des bruits sous-marins dus à l'activité humaine.

### Collisions avec des animaux sauvages
Les mammifères marins, tels que les baleines et les lamantins, risquent d'être heurtés par des navires, entraînant des blessures et parfois même la mort. Par exemple, si un navire voyage à une vitesse de 15 nœuds seulement, il y a 79 % de chances qu'une collision soit mortelle pour une baleine.

### Calcul économique
Selon les estimations de la chercheuse Alice Bows-Larkin sur les transports, le transport de fret par navire a une faible teneur en polluants atmosphériques, car à poids égal et à la même distance, il s'agit du moyen de transport le plus efficace. Ceci est particulièrement vrai en comparaison avec le fret aérien; cependant, étant donné que les expéditions par mer représentent un tonnage annuel beaucoup plus important et que les distances sont souvent grandes, les émissions de la navigation sont globalement importantes. Une difficulté réside dans le fait que l’augmentation du volume des expéditions d´année en année dépasse les gains d’efficacité. La croissance des tonnes-kilomètres de fret maritime a été en moyenne de 4 % par an depuis les années 1990 et il a été multiplié par 5 depuis les années 1970. Il y a maintenant plus de 100 000 navires de transport en mer, dont environ 6 000 sont de gros porte-conteneurs.

### Déversements de pétrole

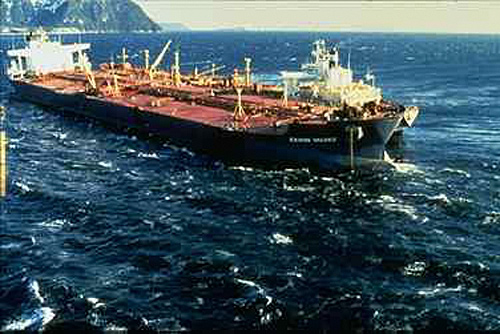
Marée noire provoquée par l'Exxon Valdez

Les déversements d'hydrocarbures sont le plus souvent associés à la pollution des navires. Bien que moins fréquents que la pollution liée aux activités quotidiennes, les marées noires ont des effets dévastateurs. Tout en étant toxiques pour la vie marine, les hydrocarbures aromatiques polycycliques (HAP), les composants du pétrole brut, sont très difficiles à nettoyer et durent des années dans les sédiments et l'environnement marin. Les espèces marines constamment exposées aux HAP peuvent présenter des problèmes de développement, une susceptibilité aux maladies et des cycles de reproduction anormaux. L’incident de l’Exxon Valdez en Alaska est l’un des déversements les plus connus. Le navire s'est échoué et a déversé une quantité énorme de pétrole dans l'océan en mars 1989. Malgré les efforts de scientifiques, de gestionnaires et de volontaires, plus de 400 000 oiseaux de mer, environ1 000 loutres de mer et un nombre considérable de poissons ont été tués.
Moins spectaculaire est beaucoup moins médiatisé, mais beaucoup plus fréquents et systématiques, les dégazages et les déballastages déversent en mer des eaux souillées d'hydrocarbures souvent issues du nettoyage des cuves, et dans l'atmosphère les gaz nocifs contenus dans les citernes pour éviter le risque explosif ou en prévision d'une intervention humaine pour un nettoyage ou une maintenance. On estime que la convention internationale MARPOL sur la pollution marine a permis de diviser par deux les pollutions par dégazage depuis 1973, les dégazages illégaux quotidiens représentent encore plus de 20% des rejets d'hydrocarbures en mer. Cette convention internationale pour la prévention de la pollution marine par les navires, élaborée par l'Organisation maritime internationale (OMI) en 1973 et 1978 (avec des annexes plus tardives), porte sur tout type de pollution marine causée par les navires (le pétrole, les liquides et solides toxiques, les déchets, les gaz d'échappement, etc.), qu'elle soit accidentelle ou fonctionnelle, volontaire ou involontaire.
En France, le Cedre a été créé en Conseil des Ministres en 1978 quatre mois après le naufrage du navire pétrolier Amoco Cadiz (Bulletin n°37 du Cedre) pour améliorer la préparation à la lutte contre les pollutions accidentelles des eaux et renforcer le dispositif d’intervention français. L’association Cedre a une mission de service public au profit de l’État et des collectivités et a comme mission de capitaliser la connaissance sur les pollutions accidentelles des eaux. Le Cedre est constitué d’un centre de documentation, d’un centre de recherche, d’une plateforme d’expérimentation, d’un laboratoire et d’un centre de formation professionnelle, de planification et d’audit. Expert en pollution accidentelle des eaux reconnu tant au niveau national qu’international, sa mission de conseil et d’expertise englobe aussi bien les eaux marines que les eaux intérieures, les pollutions par hydrocarbures, produits chimiques et déchets aquatiques.

## Émissions de gaz à effet de serre
L'Organisation Maritime Internationale (OMI) estime que les émissions de dioxyde de carbone provenant du transport maritime étaient égales à 2,2 % des émissions mondiales dues à l'activité humaine en 2012 et s'attend à ce qu'elles augmentent de 50 à 250 % d'ici 2050 si aucune mesure n'est prise.
L’ensemble du parc maritime a émis en 2015 près de 932 millions de tonnes de CO2, a alerté le Conseil international pour les transports propres (ICCT).
Alors que les navires représentent 13 % de la consommation d'énergie du secteur des transports en 2019, contre 7 % pour les avions, les armateurs cherchent à réduire leur empreinte carbone. La solution la plus avancée en 2021 est le gaz naturel liquéfié (GNL), choisi par plusieurs armateurs dont CMA CGM ainsi que des croisiéristes : par rapport aux fiouls lourds, il permet de réduire de 90 % les émissions d'oxydes d'azote et de 100 % celles de dioxyde de soufre et de particules fines, mais le GNL est une énergie fossile, qui n'émet que 25 % de CO2 de moins que les carburants actuels, mais les phases d'extraction, de liquéfaction et de transport du GNL ne sont pas prises en compte dans ce pourcentage. Le GNL serait-il si vertueux  ? Le choix du méthanol de synthèse ou « e-méthanol » apparaît comme une solution de plus long terme que celui du GNL : produit à partir d'hydrogène vert et de CO2 issu de déchets agricoles, il n'émet pratiquement pas de gaz à effet de serre (GES). Le méthanol est en 2021 beaucoup plus cher que le GNL, mais son coût devrait fortement baisser dans les années 2030, lorsque le prix de l'hydrogène vert baissera lui aussi. L'armateur danois A.P. Moller-Maersk, premier armateur maritime mondial a commandé en août 2021 au chantier naval sud-coréen Hyundai huit nouveaux porte-conteneurs d'une capacité de 16 000 conteneurs chacun, livrables à partir de 2024, pour un montant total de 1,4 milliard $, avec une option sur 4 navires supplémentaires ; ces navires seront équipés pour pouvoir carburer au méthanol « propre », qu'il s'agisse de biométhanol ou de « e-méthanol ». Cependant, comme les autres carburants le méthanol présente des risques inhérents à son utilisation, pour les marins à bord et pour l'environnement. De plus, une des contraintes du méthanol est son faible pouvoir calorifique, il faut 3 fois plus de méthanol que de gasoil marin pour faire avancer un navire.

## Conséquences
Un lien très clair entre les gaz d’échappements des navires et plusieurs maladies cardiovasculaires et respiratoires a été établi par des recherches de l’université de Rostock et le centre de recherche sur l’environnement allemand Helmholzzentrum Munich. Une expérience menée par France Nature Environnement (FNE) et l’ONG allemande NABU, dans le port de Marseille, en 2015, puis en 2016 a mesuré 20 fois plus de particules ultrafines par centimètre cube dans le port (60 000 particules) que dans les quartiers éloignés de la mer. Ces émanations causent près de 60 000 morts, chaque année en Europe, et coûtent 58 milliards d’euros aux services de santé. Ces conséquences ne s´arrêtent pas à notre santé, cette pollution s´attaque aussi à la planète en entraînant une dégradation de la qualité des sols et de l’eau, ainsi qu’une perte de la biodiversité.

## Enjeux économiques
L´enjeu est de taille quand on sait les ravages que peut occasionner une telle pollution aussi bien sur notre santé que sur la santé de la planète. Mais qui dit mise en place de mesures dit également mettre la main au portefeuille. Quand on sait que placer un scrubber revient entre 5 et 9 millions d´euros par bateau, cela peut très vite rendre certains armateurs réticents. Mais le scrubber n´est pas le seul frein, la différence de prix entre le combustible pour voiture (tel que l´essence et le diesel) et le fioul lourd est grande, si les armateurs devaient passer de l´un à l´autre, ils y perdraient des millions. L'armateur français CMA-CGM a par exemple calculé que les nouvelles normes en Europe du Nord et en Amérique du Nord sur le soufre lui coûtent déjà près de 100 millions de dollars chaque année.

## Solutions

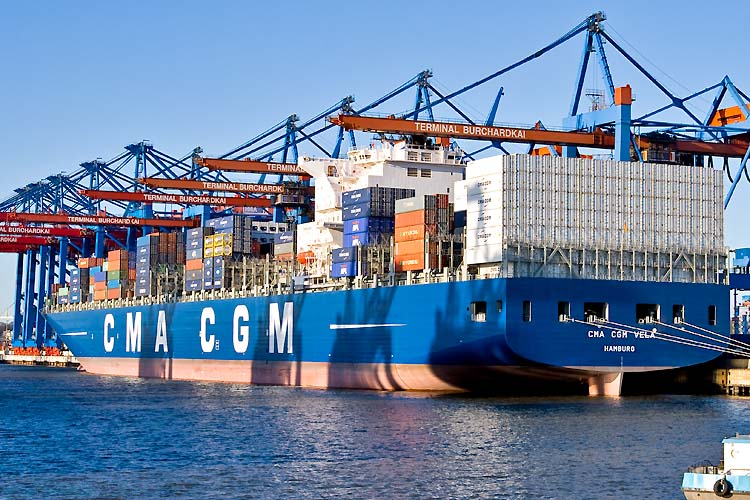
CMA CGM a annoncé son choix d’utiliser du gaz naturel liquéfié (LNG) pour les moteurs de ses neuf nouveaux très grands navires qui seront livrés en 2020.

De nombreuses pistes existent pour se diriger vers un secteur maritime plus propre. On peut citer :
- Arrêter de brûler du fioul lourd, et utiliser du fioul de meilleure qualité, rejetant moins de soufre et autres particules toxiques. Le fioul lourd contient 500 fois plus de soufre (0,5 % = 5 000 ppm). que celui des voitures[7] (0,001 % = 10 ppm). À partir du 1er janvier 2020, la nouvelle règlementation adoptée par l'Organisation maritime internationale impose à l'ensemble de la flotte mondiale de navires de commerce ou de croisière d'utiliser un fioul à basse teneur en soufre (0,5 % contre une teneur autorisée auparavant de 3,5 %)[37]. Au niveau international, des zones d’émission contrôlée ont été créées à l’intérieur desquelles les utilisations des combustibles sont beaucoup plus contraignantes. En Europe, on trouve la zone mer du Nord / Manche. La limite maximum de teneur en soufre du fioul y est de (0,1 % = 1 000 ppm) massique depuis le 1er janvier 2012.

- Opter pour d´autres énergies telles que le gaz naturel liquéfié (GNL - en anglais : LNG). L'hydrogène est prometteur mais pas opérationnel, l'électricité apparait sur de petites unités, mais pour des trajets très limités. En septembre 2019, le premier navire porte-conteneurs de grande dimension (23 000 conteneurs) propulsé au gaz naturel liquéfié a été mis à l'eau sur le chantier naval du chinois CSSC pour le compte de CMA CGM, qui a commandé neuf porte-conteneurs au GNL de cette taille et cinq autres plus petits (15 000 conteneurs) ; par rapport à un navire propulsé au fioul lourd, le gaz naturel permet de réduire de 99 % les émissions d'oxydes de soufre et de particules fines, de 85 % des émissions d'oxydes d'azote et de 25 % les émissions de CO2. Les croisiéristes MSC, Costa et Balearia ont déjà fait le choix de ce carburant pour leurs dernières commandes, de même que Brittany Ferries[38].
- Installer dans les ports des systèmes d´alimentation électrique pour les navires à quai. Ces systèmes permettent ainsi aux navires de couper leurs moteurs auxiliaires, car même à quai, les bateaux continuent d'habitude de brûler du carburant pour produire leur propre alimentation[7]. Cette installation n'est pas sans difficultés car elle implique de faire venir des lignes à haute tension dans les ports. Ces lignes traverseraient des zones habitées et dans de nombreux cas il est difficile de le faire accepter à la population[39],[40].
- Augmenter drastiquement les amendes pour infraction (Société Carnival : en 2018, 100 000 euros à Marseille pour infraction, 20 M$ aux États-Unis). Sachant que le cout journalier supplémentaire avec un fuel léger peut être de 200 ou 300 000 euros, la tentation est grande.
- Installer des épurateurs (scrubbers) sur les navires, pour réduire la pollution des fumées. Ceux-ci coûtent de 5 à 10 millions d’euros par navire)[41]. Certains endroits comme Singapour commencent à interdire les scrubbers à circuit ouvert[42].
- Instaurer des bonus/malus portuaires pour impulser le changement au niveau des armateurs[7], ou une taxe de séjour spéciale, qui relèverait du fisc.
- Effectuer du "slow steaming (en)" : Faber et al, (2012) ont estimé qu'une réduction de la vitesse de 10 % entraînerait une réduction de la consommation d'énergie d'environ 19 % et, par conséquent, une diminution des émissions[43].
- Utiliser pour le transport maritime des voiliers ou des navires mixtes : moteur secondé par une voile ou une aile rigide ou aile de type kite.

## Engagements de réduction des émissions de gaz à effet de serre

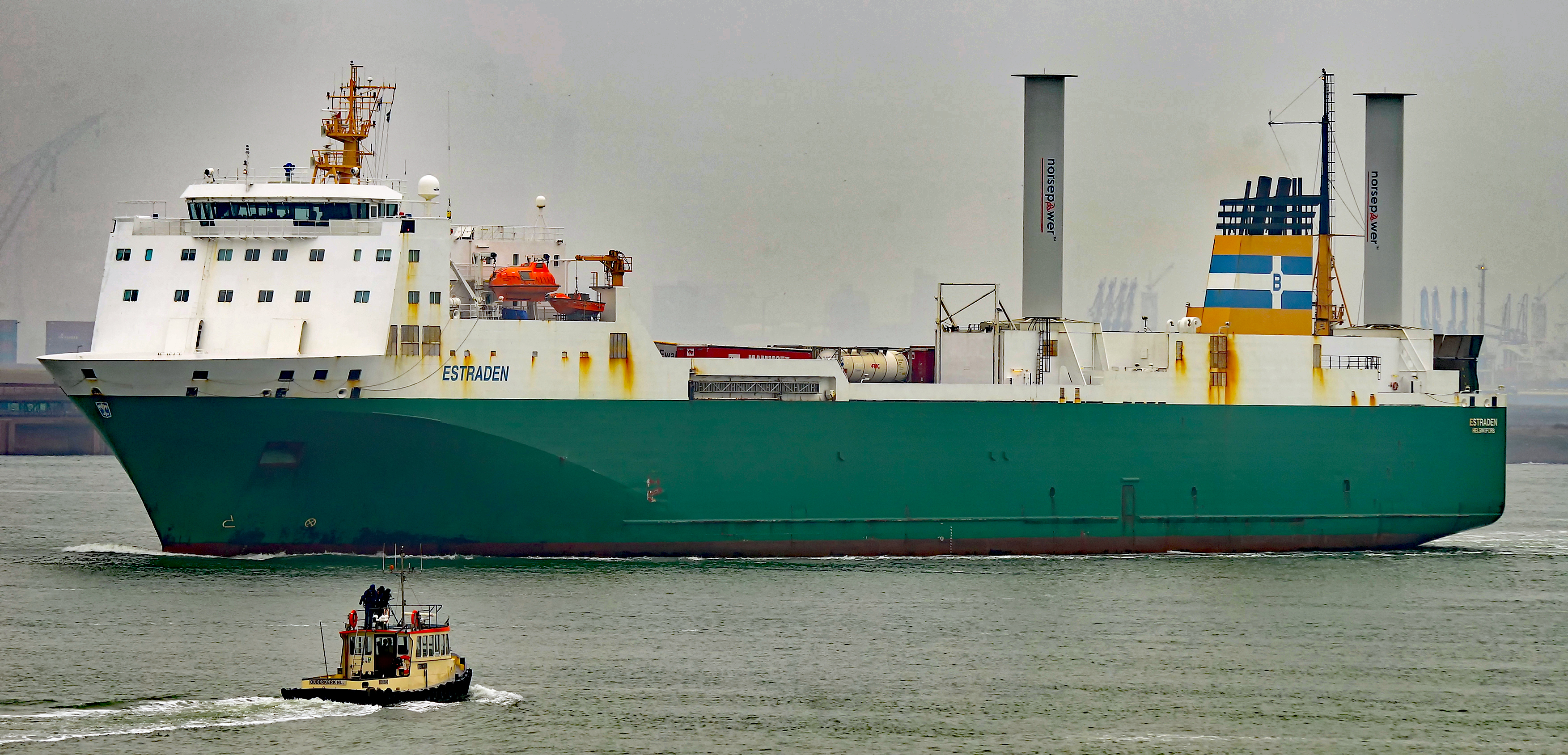
Navire Estraden équipé d´une Rotor Sail

### Organisation maritime internationale
L´Organisation maritime internationale (OMI) a limité la teneur en soufre compris dans le fioul utilisé par les navires de commerce. La limite maximum de teneur en soufre du fioul était de 4,5 % massique avant le 1er janvier 2012. Elle a été abaissée à 3,5 % à cette date. Elle est maintenant limitée à 0,5 % depuis le 1er janvier 2020,. Elle est même abaissée à 0,1 % dans les zones ECA, tel que la zone mer du Nord / Manche. L’OMI a également lancé une alliance mondiale (GloMEEP) en coopération avec 13 entreprises pour soutenir la réduction des émissions de CO2 dues au monde maritime. De plus, de nombreux armateurs tentent de trouver des alternatives plus écologique pour faire avancer leurs navires tel que CMA-CGM qui va équiper certains de ces futures porte-conteneurs  aux gaz.
Une autre preuve de cette prise de conscience est la quantité de start-up et autres entreprises qui se lancent dans la conception de solutions pour réduire l´empreinte écologique du secteur maritime telles que Norsepower avec sa Rotor Sail ou SkySails Power avec une voile cerf-volant pour navire.
L´Organisation maritime internationale, institution spécialisée des Nations unies, a approuvé en avril 2018 une stratégie de réduction des émissions de gaz à effet de serre (GES) produites par les activités de transport maritime. Son objectif est de réduire les émissions annuelles totales de GES d'au moins 50 % d'ici à 2050 par rapport à 2008, et les émissions de CO2 d'au moins 40 % d'ici à 2030, et jusqu'à 70 % d'ici à 2050. Onze grandes banques et institutions financières finançant la construction de navires de commerce annoncent le 18 juin 2018 une initiative baptisée « Poseidon Principles » : elles s'engagent à mesurer annuellement l'empreinte carbone de leurs portefeuilles de navires financés et à publier chaque année leurs scores en fonction des objectifs définis par l'OMI.
Le 7 juillet 2023, les 175 pays membres de l'OMI se fixent l'objectif d'atteindre la « neutralité carbone » pour le secteur « d'ici ou aux alentours de » 2050, avec des « points de contrôle indicatifs », c'est-à-dire non contraignants, pour 2030 (-20 % d'émissions en visant -30 %) et 2040 (-70 % en visant -80 %).
Le 11 avril 2025, un accord est trouvé sur les instruments à utiliser pour atteindre les objectifs fixés en 2023. Cet accord est approuvé par 63 pays, dont l'Union européenne, la Chine, l'Inde, le Brésil, le Canada, le Japon, etc ; 16 ont voté contre (les pays pétroliers comme l'Arabie saoudite et la Russie), et 25 (notamment l'Argentine et les États insulaires du Pacifique) se sont abstenus, jugeant insuffisant le compromis obtenu. Les États-Unis n'ont pas participé aux négociations et ont adressé aux ambassades des pays négociateurs un courrier menaçant de « mesures réciproques afin de compenser les frais imposés aux navires américains » si une taxe carbone devait être adoptée. Le projet d'une taxe carbone, proposé par l'Union européenne et les petites îles, a été écarté au profit d'un mécanisme de marché carbone, plus souple : à compter de 2028, les navires utilisant des carburants ne respectant pas une certaine teneur en carbone seront tenus d'acheter des « unités de conformité », dont le prix sera compris entre 100 et 380 $/t, selon l'intensité carbone du carburant ; ces unités seront échangeables. L'OMI estime le rendement de ce dispositif entre 11 et 13 milliards de dollars par an, contre environ 60 milliards par an pour une taxe carbone. Une partie de cette somme sera utilisée par le secteur pour l'aider à se décarboner, le reste pour le financement climat des pays les plus vulnérables. Les ONG environnementales dénoncent les risques liés à un accord jugé peu ambitieux : ses règles risquent de favoriser les agrocarburants les moins chers, ceux produits à base d'huile de palme ou de soja, dont la culture favorise souvent la déforestation.

### Union européenne
Le 23 mars 2023, un accord est conclu entre les États membres de l'Union européenne et le Parlement européen sur la réduction progressive des émissions de gaz à effet de serre du secteur maritime. Le nouveau règlement « FuelEU Maritime » s'inscrit dans le cadre du paquet législatif dit Fit for 55. Les émissions de gaz à effet de serre des navires de plus de 5 000 tonnes accostant dans les ports européens, quel que soit leur pavillon, devront diminuer progressivement au fil du temps, de 2 % en 2025 à 80 % d'ici à 2050. Des dérogations sont prévues pour les navires de pêche, militaires, ou dans certaines escales insulaires.
À partir du 1er janvier 2024, tous les navires de commerce ou de transport de passagers de plus de 5 000 tonnes de jauge brute sont soumis au système européen de quotas d'émissions de CO2, afin d'accélérer l'utilisation de carburants moins émetteurs que le fioul, comme le GNL ou le méthanol. En 2024, 40 % des émissions des navires naviguant dans les eaux de l'UE seront converties en quotas, puis 70 % en 2025 et 100 % en 2026. Pour les parcours lointains entre l'UE et le reste du monde, ce taux sera ramené à 50 %.